# 乔治·金 (1928年)
小乔治·史密斯·金（英語：George Smith King Jr.，1928年8月16日—2006年10月5日），美国NBA联盟前职业篮球运动员。